# Coccorchestes clavifemur
Coccorchestes clavifemur is een spinnensoort uit de familie springspinnen (Salticidae). De soort komt voor in Nieuw-Guinea.